# Zeterklippen

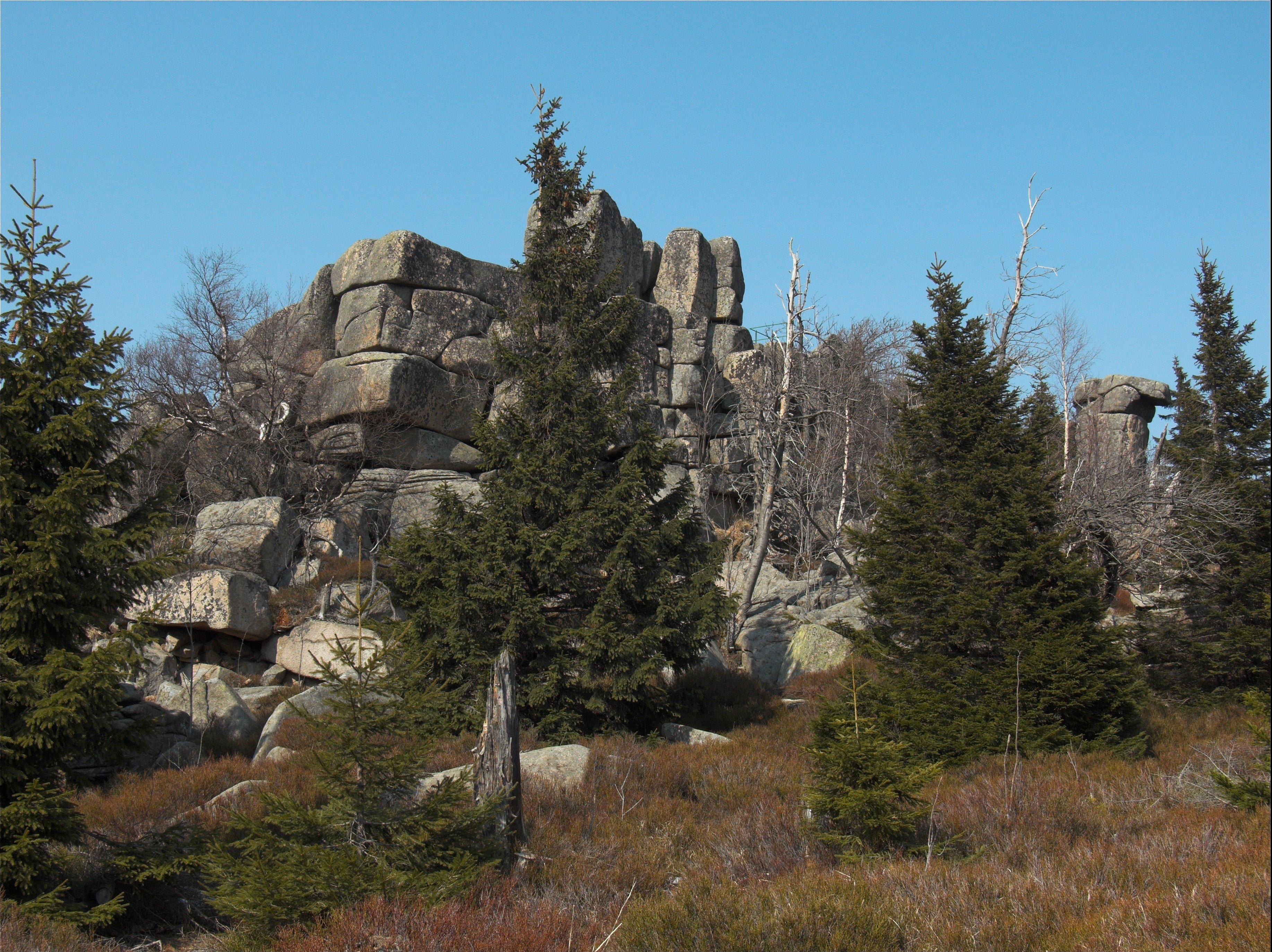
Ostseite der Großen Zeterklippe

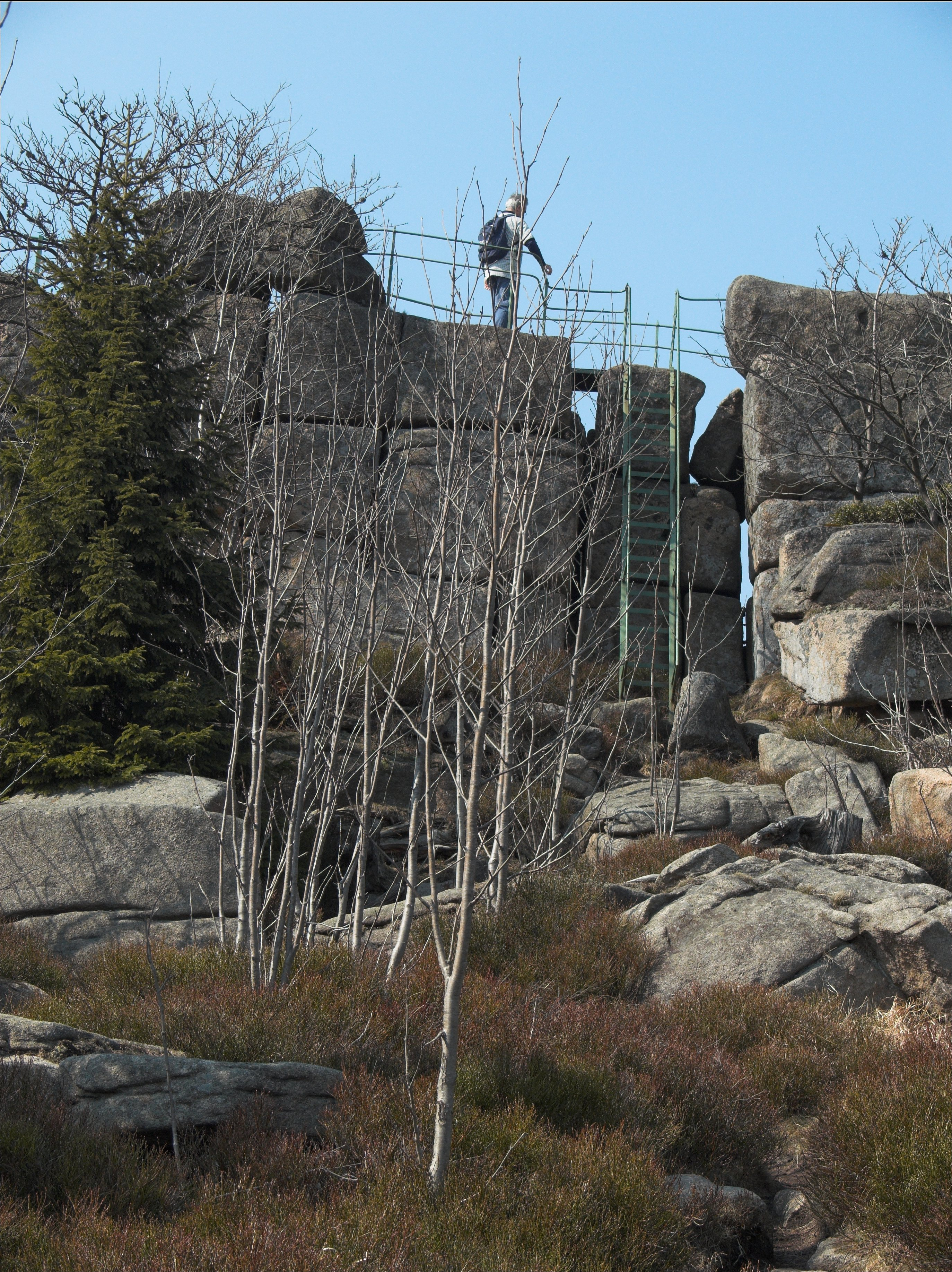
Aufstieg zur Großen Zeterklippe

Die Zeterklippen im Harz sind markante Granit-Felsformationen auf dem Renneckenberg (ca. 933 m ü. NN) im Landkreis Harz in Sachsen-Anhalt. Sie bestehen aus der Großen Zeterklippe (Obere Zeterklippe; 929,7 m ü. NN; ⊙), der Mittleren Zeterklippe (ca. 866 m ü. NN; ⊙) und der Kleinen Zeterklippe (Untere Zeterklippe; ca. 827 m ü. NN; ⊙).

## Geographische Lage
Die Zeterklippen liegen im Oberharz (Hochharz) innerhalb des Naturparks Harz/Sachsen-Anhalt im Nationalpark Harz. Im äußersten Süden des Stadtgebiets von Ilsenburg befinden sie sich auf dem nördlich von Schierke (zu Wernigerode) gelegenen Renneckenberg, einem östlichen Nachbar des Brocken (1141,1 m ü. NN). Die Große Zeterklippe erhebt sich auf der Nordkuppe des in seinen Hochlagen locker bewaldeten Renneckenbergs und auf dessen Nordwestflanke liegen die Mittlere Zeterklippe und die Kleine Zeterklippe. Westlich vorbei am Berg fließt in Süd-Nord-Richtung der Oberlauf der Ilse.

## Namensherkunft
Die Herkunft des Namens Zeterklippen ist noch nicht eindeutig geklärt. Abzulehnen ist die Herleitung von Zeter oder Zintar oder Brunnen des Ziu (Thor). Unwahrscheinlich erscheint auch der Zusammenhang mit dem oberdeutschen Ruf nach Rechts- oder Waffenhilfe zêter. 1407 erscheint der Name erstmals als de Zetterberg, 1592 dann als am Zetterklebe, 1640 als Setterklee.

## Botanischer Garten und Arbeitshütte
Etwas unterhalb der Großen Zeterklippe stand früher die Arbeitshütte Mattengarten, die noch aus der Zeit stammte, als hier ein botanischer Garten als Ersatz für den nicht zugänglichen Brockengarten angelegt worden war.

## Wandern und Aussichtsmöglichkeit
Die Zeterklippen sind vom Molkenhausstern nach etwa 2,5 km aus zu erreichen. Der Weg führt zunächst durch dichten Fichtenwald bergauf, bis der Blick zum Hohnekamm und hinunter nach Wernigerode frei wird. Nach rechts führen hier zunächst ein 0,5 km steiler Aufstieg und nach etwa 200 m ein 0,4 km flacherer Aufstieg zur Großen Zeterklippe.
Die Große Zeterklippe kann über eine an den Felsen montierte Eisenleiter bestiegen werden. Von ihr fällt der Blick zum Beispiel zum Brocken, nach Wernigerode und in das nördliche Harzvorland.
Die Große Zeterklippe ist als Nr. 10 in das System der Stempelstellen der Harzer Wandernadel einbezogen.